# Bagdi család

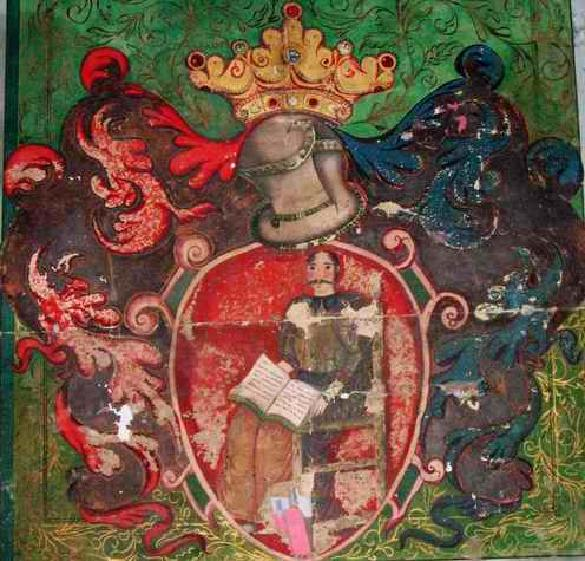

Bagdi illetve Bagdy magyar nemesi család.

## Története
1232-ben II. András (Endre) királytól nyert nemességet. Bihar vármegyében a Sarkad, Nagyszalonta, Geszt háromszög által körülfogott területet birtokolták, amelyet tovább gyarapítottak még az idők során (Cserepes, Lápos, Kys- és Nagykereky valamint Pókafalva). 1494-ben nemes Bagdy István címeres pecsétet kapott Arad vármegyei alispáni megbízatásához. 1535-ben Bagdy György felépíttette a balázsfalvi lakótornyát, melynek későbbi tulajdonosa Lónyay János királyi udvarnok volt és a 18. századtól görögkatolikus érseki palota.
A család Erdélyben számos ágat hozott létre, mint például a basarági ág, amely a báró és gróf Kemény családdal került rokoni kapcsolatba, a mindszenti és balázsfalvi Bagdy ág, amely a Bocskai családdal került kapcsolatba.
A közép-, dél- és a kelet-erdélyi családok magszakadás következtében kihaltak, csak a partiumi családok élnek még ma is.

## Híres tagjai
Balázsfalvi Bagdi György 1490 körül született Kis-Marján. Meghalt kb. 1550-ben Balázsfalván. Küküllö vm-i hivatalviselő nemes. Kápolnai Bornemissza Boldizsár Erdély főkapitányának helyettes-főkapitánya 1541-től, Végedi Imre főesperessel együtt. Apja Bagdy István, aki zálogba vette balázsfalvi Herbart György birtokait, köztük Balázsfalvát. Bagdy György birtokait keresztfia (unokaöccse), György örökölte. Ennek a Györgynek felesége kismarjai Bocskai Sára (Bocskai István fejedelem nővére) volt. Leányai Erzsébet (aki nem sokkal halála előtt ápolta a fejedelmet), Krisztina és Margit (Balássy aliter Bellő Györgyné). Fia, Bagdy István, 1608-ban utód nélkül halt meg, ezért a birtok visszaszállt a fejedelemre, aki azt továbbadományozta Lónyay János királyi udvarnoknak.